# 钟师统
钟师统（1913年12月—2001年9月24日），原名钟金耀，男，陕西华县（今渭南市华州区）人，中国奥林匹克委员会首任主席。第三届全国人大代表，第五至七届全国政协常委。

## 生平
钟师统曾长期从事部队教育工作，担任过西北军政大学副校长、四川省文教委员会副主任。1953年起出任北京体育学院院长。1964年当选中华全国体育总会副主席。1979年至1986年间担任中华全国体育总会主席、中国奥委会主席。1981年又任国务院学位委员会委员。1984年被国际奥委会授予奥林匹克银质勋章。1994年，当选中国奥委会名誉主席。1997年，当选中华全国体育总会名誉主席。2001年在北京逝世。